# Distrito de Huasicancha
El distrito de Huasicancha es uno de los veintiocho que conforman la Provincia de Huancayo, ubicada en el Departamento de Junín, bajo la administración del Gobierno Regional de Junín, Perú.  Limita por el norte y oeste con el Distrito de Chongos Alto y, por el oeste y sur con el Distrito de Chacapampa.
Desde el punto de vista jerárquico de la Iglesia católica forma parte de la Arquidiócesis de Huancayo.

## Historia
Este distrito fue creado por Ley Nº 6849 del 7 de abril de 1930, en el gobierno del Presidente Augusto B. Leguía.

## Geografía
El distrito abarca una superficie de 47,81 km², se encuentra a una altitud de 3 716 m s. n. m. y tiene una población aproximada superior a los 1 500 habitantes. Su capital es el poblado de Huasicancha

## Autoridades

### Municipales
- 2015-2018[2]
  - Alcalde:   Walter Rubén Hinojosa Ramos, Movimiento Junín Sostenible con su Gente (JSG).
  - Regidores: Mike Elber Suasnabar Yaranga (JSG), Darío Arturo Yaranga Verano (JSG), Holinda Teodora Meza Coronel (JSG), Jesús Raúl Llacua Martínez (JSG), Antonio Florencio Ojeda Martínez (Con el Perú).
- 2011-2014[3]
  - Alcalde: Eusebio Calixtro Flores Yaranga, Partido Aprista Peruano (PAP).
  - Regidores: Augusto Esteban Pomayay Martínez (PAP), Roberto Cano Pomayay (PAP), Elva Luz Taipe De La Cruz (PAP), Miguel Jacinto Hinojosa (PAP), Gerardo Llacua Pariona (Bloque Popular Junín).
- 2007-2010
  - Alcalde: Ernesto Armando Yaranga Llacua

### Policiales
- Comisaría 
  - Comisario: Sgto. PNP

### Religiosas
- Arquiiócesis de Huancayo[4]
  - Arzobispo: Mons. Pedro Barrego Jimeno, SJ.
- Parroquia[5]
  - Párroco: Pbro.

## Festividades
1 de enero la fiesta de año nuevo
1 de mayo la fiesta de las cruces
24 de abril reivindicación de tierra . Huaculpuquio
14 de noviembre reivindicación de tierras el cuyo.
Elías Tacunan Cahuana  líder sindicalista de los trabajadores mineros . Fundador de la uncp
28 de julio : Fiestas patrias en Huasicancha, normalmente los residentes en Lima y  de otras partes del Perú se reúnen en estas fechas para la celebración de esta festividad.